# Vlašić (Gebirge)
Der Vlašić (serbisch-kyrillisch Влашић) ist das nördlichste der hohen Gebirgsmassive im Zentrum von Bosnien und Herzegowina. Der höchste Gipfel ist der Paljenik (1943 m. i. J.). Der Gebirgszug befindet sich in der Nähe von Travnik und flankiert mit seinen markanten Steilwänden, insbesondere den Devečanske stijene, die Nordseite des Lašva-Tales.
Der Name des Gebirges stammt von den Vlachen (vlasi), halbnomadischen Viehzüchtern, die in den Sommern die höheren Lagen der Dinariden als Weide nutzten.

## Geografie

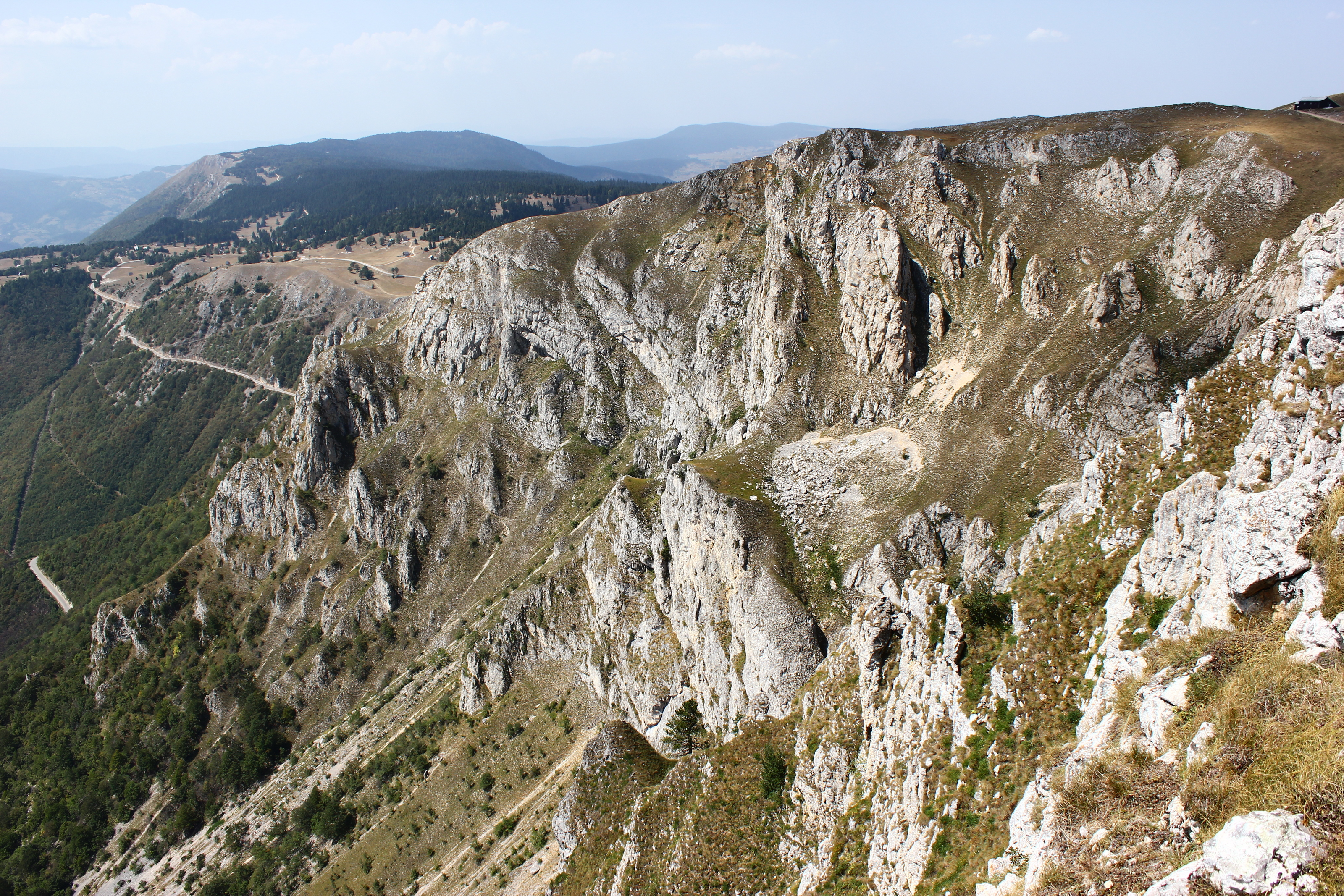
Die Steilwand Devečanske stijene an der Südseite

Das Vlašić-Massiv befindet sich nördlich der Stadt Travnik auf dem Territorium der gleichnamigen Gemeinde. Es wird im Süden begrenzt vom etwa 1400 Meter tiefer liegenden Tal der Lašva und überblickt die dortigen Orte Turbe und Paklarevo. Im Osten bildet das Tal der Bila eine natürliche Abgrenzung, im Norden jenes des hier entspringenden Ugar. Der Vlašić stellt die Wasserscheide zwischen den Einzugsgebieten des Vrbas im Westen und der Bosna im Osten dar, die beide in die Save münden.
Aufgrund der Höhenlage herrschen auf dem Vlašić kalte, schneereiche Winter und kühle Sommer vor.
Auf dem höchsten Gipfel des Vlašić befindet sich ein Sendemast für Radio- und Fernsehempfang.

## Infrastruktur

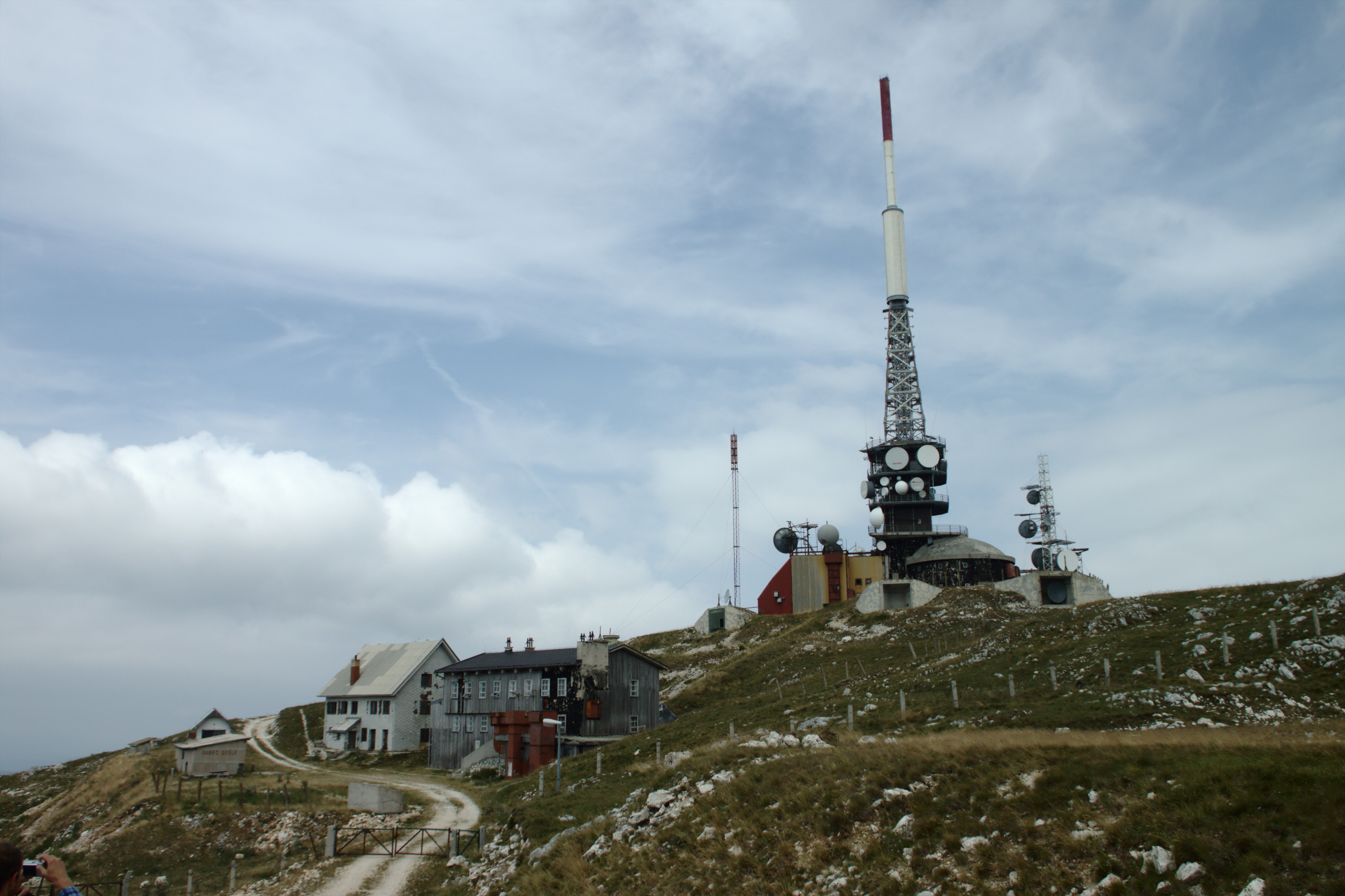
Sendemast auf dem Gipfel

Die meisten regionalen Verkehrswege umgehen das Gebirgsmassiv, zumal die Region nördlich des Vlašić verhältnismäßig dünn besiedelt ist. Die einzige Straße, die über das Gebirge führt, ist die R413a, die in Travnik von der M5 abzweigt, um mithilfe mehrerer Serpentinen und einer Streckenführung entlang des Steilhanges bis zum 1300 Meter hoch gelegenen Wintersportort Babanovac hinaufzuführen. Von dort führt sie weiter nach Kneževo (Skender Vakuf) und weiter in Richtung Banja Luka.
Heutzutage werden die Höhen des Vlašić neben Viehzucht und Forstwirtschaft in den mittleren Lagen überwiegend zur Naherholung genutzt. Auf dem Gebirgsplateau um die höheren Gipfel finden sich zahlreiche Wochenendhäuser und Hütten verschiedener Bergsteigervereine. An der Nordwestseite gibt es zudem ein kleines Wintersportgebiet, zu dem auch die Sprungschanze Vlašić Skakaonica gehört.
Überregional bekannt ist der Vlašić-Hirtenkäse, der aus frischer Schafs- oder Kuhmilch hergestellt wird.

## Geschichte

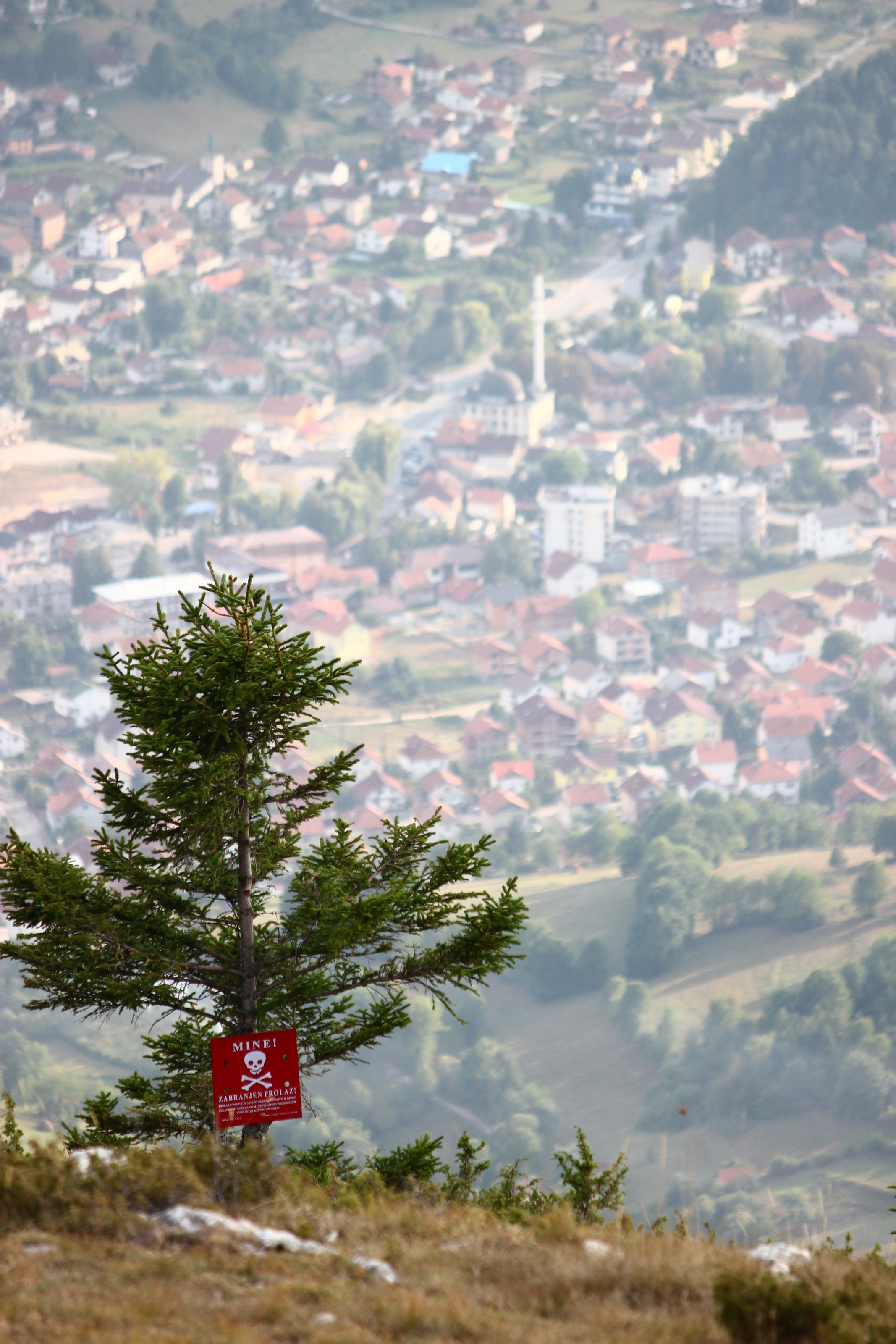
Verminter Berghang in Richtung Turbe

Im Lauf des Bosnienkrieges wurde das Gebirge aufgrund seiner strategisch wichtigen, das Lašva-Tal überblickenden Lage hart umkämpft, wurde jedoch die meiste Zeit von der Vojska Republike Srpske gehalten, während das nahe gelegene Travnik in der Hand der ARBiH war. Im Zuge der militärischen Operation „Domet-1“ (domet = „Schussweite, Reichweite“) ab dem 20. März bis Anfang April 1995 wurde das Gebirgsmassiv von der ARBiH eingenommen, sodass die heutige innerbosnische Grenze zur Republika Srpska nördlich des Vlašić verläuft. Bis heute sind einige Gebiete vor allem am Südhang des Gebirges vermint.